# 小野川晶
小野川 晶（おのがわ あき、1987年11月26日 - ）は、栃木県出身の女優。サードステージ所属を経て、2021年よりMeiMei所属
虚構の劇団初期からの劇団員。

## プロフィール
- 出身地：栃木県
- 血液型：O型
- 特技：ダンス、バスケ、ウクレレ
- 趣味：サイクリング、ジョギング

## 来歴
関東国際高等学校演劇科卒。演劇科の同期生に佃井皆美がいる。高校時代はバスケ部所属。
虚構の劇団オーディションを受け、演技でも容姿でもなく筋肉で合格。全ての劇団公演でヒロインを務めた。
2020年9月、ペット介護士の資格を取得。
2023年5月9日、お笑いコンビ・ランパンプスの寺内ゆうきと結婚したことを自身のTwitterを通して発表し、挙式は同年10月1日に行った。

## 出演

### 舞台
虚構の劇団（ページ参照）全作品（第12回公演を除く）
- 舞台版ドラえもん「のび太とアニマル惑星」（2008年7月19日 - 21日、沖縄市民会館大ホール・30日、熊本県立劇場・8月2日 - 3日、北九州芸術劇場・16日、神戸国際会館・21日、愛知厚生年金会館・30日 - 31日、富山県民会館・9月4日 - 14日、東京芸術劇場中ホール）
  - 再演（2017年3月26日 - 4月2日、サンシャイン劇場・7日 - 9日、キャナルシティ劇場・14日 - 16日、刈谷市総合文化センター 大ホール・21日 - 23日、多賀城市民会館・29日 - 30日、森ノ宮ピロティホール）[8]
- 「☆Girls'collection☆」（2009年3月12日 - 20日、シアター1010）
- 「僕たちの好きだった革命」KOKAMI@network（2009年5月19日 - 31日、東京芸術劇場中ホール）
- 「エレクトリック：サーカス∴ディズ」エムキチビート（2009年12月10日 - 14日、萬劇場）
- 「ネバーランド」少年社中（2010年6月23日 - 27日、青山円形劇場）
- 「ドロシーの帰還」空想組曲（2011年2月23日 - 27日、赤坂REDシアター）
- 「ベルが鳴る前に」ペンギンプルペイルパイルズ（2012年2月16日 - 22日、本多劇場）
- 「ハムレットォ！！」少年社中（2012年5月25日 - 31日、あうるすぽっと）
- 「ドメスティック・パレード」JOE Company（2012年7月14日 - 22日、青山円形劇場）
- 「ハッピーエンドにつづく、右脳と左脳」EPOCH MAN（2013年1月18日 - 20日、八幡山ワーサルシアター）
- 「虚言の城の王子」空想組曲（2013年3月3日 - 10日、吉祥寺シアター）
- 「贋作・好色一代男」少年社中（2014年2月4日 - 11日、紀伊國屋ホール）
- 「ジルゼの事情」OFFICE SHIKA × Cocco（2014年9月18日 - 23日、サンシャイン劇場・9月27日 - 29日、新神戸オリエンタル劇場）[9]
- 「古典よりは悲劇的な」箱庭円舞曲(2014年10月23日 - 28日、SPACE雑遊)
- 「私のホストちゃん〜血闘！福岡中洲編〜」（2014年12月5日 - 14日、日本青年館大ホール）
- 「はなちゃん」月刊「根本宗子」（2015年1月12日、阿佐ヶ谷ロフトA）
- 「遠ざかるネバーランド」空想組曲（2015年3月11日 - 15日、東京芸術劇場シアターウエスト）
- 「砂利塚アンリミテッド」ホチキス（2015年5月8日 - 12日、下北沢駅前劇場）
- 「浮遊」monophonic orchestra 7（2015年12月23日 - 27日、明大前KID AILACK ART HALL）
- 「全然合わない」艶∞ポリス（2016年2月25日 - 29日、OFFOFFシアター）
- 「ママと僕たち」（2016年7月8日 - 18日、AiiA 2.5 Theater Tokyo・22日 - 24日、シアタードラマシティ）[10]
- 「夢と希望の先」月刊「根本宗子」（2016年9月2日 - 10月2日、本多劇場）[11]。
- 「組曲『遭遇』」空想組曲（2016年12月7日 - 14日、サンモールスタジオ）[12]
- 「赫い月」エムチキビート（2017年1月18日 - 22日、座・高円寺1）[13]
- 「人魚の足」劇団子供鉅人（2017年6月28日 - 7月3日、下北沢シアター711）[14]
- 「ハッピーママ、現る」艶∞ポリス（2017年9月7日 - 11日、下北沢駅前劇場）[15]
- 舞台「炎の蜃気楼昭和編 紅蓮坂ブルース」（2017年10月12日 - 17日、シアター1010）[注 1][16]
- 「VAGUENIGMA-1959-明地百華の御節介メモアーズ【斬糸】」疾駆猿（2017年10月21日 ｰ 22日、シアターKASSAI）ゲスト
- 「THE BAMBI SHOW 2ND STAGE」（2017年11月17日 - 23日、CBGKシブゲキ!!）[17]
  - 「THE BAMBI ちゃんネル」（2020年7月11日、YouTube）[18]
- 「Farewell」（2018年4月6日 ｰ 15日、サンモールスタジオ）[19]
- "あかりけした"presents「手をつなぐには近すぎる」（2018年6月7日 ｰ 10日、神保町花月）
- 舞台「炎の蜃気楼昭和編 散華行ブルース」（2018年8月11日 - 19日、スペース・ゼロ）[20]
- 「愛犬ポリーの死、そして家族の話（仮）」月刊「根本宗子」（2018年12月21日 - 31日、本多劇場）[21]
- 舞台「紅葉鬼」（2019年6月28日 - 7月7日、クラブeX）- 呉葉 役[22]
- 「墓場、女子高生」別冊「根本宗子」（2019年10月9日-22日、下北沢ザ・スズナリ）[23]
- 「【詠み人知らず】三十一文字で君に贈る僕の全て」（2019年12月5日 - 15日、神保町花月）[24]
- Inside Theater vol.2「僕等のラストフェスティバル」（2020年11月20日 - 12月13日、藤村女子中学・高等学校）
- Mo’xtra Archive『912・3R/3C・ス』「エイプリル」（2021年12月19日、APOCシアター）
- 「白片つぐつぐ」アナログスイッチ（2022年3月16日 - 22日、駅前劇場）[25]
- ゲキバカ「0号」（2023年8月23日 - 27日、中野ザ・ポケット） - 若い千代子 役[26]
- Theater of Mystery VO.1「スターライドオーダー」（2023年9月17日、ブルースクエア四谷）[27]

#### イベント
- ザ・アナログゲーム・ショウ（2016年10月20日、ヒミツキチラボ）[28]
- ザ・アナログゲーム・ショウ（2017年8月15日、ヒミツキチラボ）
- ザ・アナログゲーム・ショウ（2018年6月20日、ヒミツキチラボ）[29]
- ザ・アナログゲーム・ショウ（2019年8月29日、原宿ヒミツキチオブスクラップ）
- ザ・アナログゲーム・ショウ STAY HOME（2020年5月9日、YouTube）[30]
- ザ・アナログゲーム・ショウ（2023年9月21日、リアル脱出ゲーム原宿店）SPECIAL GAME MASTER[31]

#### サケテチョプ ワンマンライブ（ランラン名義）
- 2016年12月28日 音楽実験室[32]
- 2017年1月29日 音楽実験室
- 2017年12月28日 音楽実験室

#### 本人のイベント
- はじめての小野川晶（2019年8月10日、Live Space Anima）
- 2かいめの小野川晶（2019年12月21日、AGALINE高円寺）
- 小野川佃井連合軍（仮）(2020年1月18日、live space anima)

### テレビ
- 「シャキーン」（11月25日・12月3日、NHK）

#### テレビアニメ
- 「ワールドダイスター」（2023年4月9日 - ） - 2Dアニメーションアクター 担当[33]

### テレビドラマ
- 「ドロクター」（2012年9月16日・23日　NHK BSプレミアム）
- 青山ワンセグ開発「恋愛のレッスン」（2013年10月4日 - 18日、2014年1月17日 - 3月28日、NHK Eテレ）
- 「無敵の法律相談所　弁護の鉄人　橘明日香」（2015年6月3日、テレビ東京系）
- 「知らなくていいコト」第2話（2020年1月15日、日本テレビ系）
- 二月の勝者-絶対合格の教室- 第8話（2021年12月4日、日本テレビ） - 伊達乃里香 役
- 悪女（わる）〜働くのがカッコ悪いなんて誰が言った?〜 第1話・第2話（2022年4月13日・20日、日本テレビ）- 小林桜 役
- インシデンツ（2022年12月23日、DMM TV）第1話[34]
- その結婚、正気ですか？（2023年8月28日 - 9月26日、TOKYO MX）第4話 - 第6話、第8話）
- イワクラと吉住の番組（2024年5月8日、テレビ朝日）番組内ドラマ[35]

### 映画
- 「恋愛戯曲」（2012年9月15日公開）
- 「劇場版 東京伝説 歪んだ異形都市」（2014年6月7日公開） - 朋美 役[36]

### CM
- J:COM「わたしの見たい！！が、あるTV。（映画）」篇（2018年6月16日 - ）
- 石井食品 朝ミートボール「忙しい朝にとっても助かる」篇（2020年8月12日 - 、ナレーション）

#### WEB CM
- イーアイデム メロス×地元（2014年11月 - ）
- パーソルグループ紹介ムービー（2023年5月 - ）

### ラジオドラマ
- 「オールナイトニッポン劇場」青春編（2018年7月5日 -、 ニッポン放送）

### オンラインリーディング
- ピアニシモ（2020年6月13日 - 7月7日）[37][38]
- トランス（2020年7月31日 - 8月1日、8日）[39]

### オンラインリアル脱出ゲーム
- Inside Theater オンライン・パパラッチ 企業の不正を暴き出せ（2021年1月16日 - ）
- 封鎖された魔王城からの脱出（2021年1月23日 - ） 魔法使いテジーナ 役
- 封鎖された殺人マンションからの脱出（2022年5月12日 - ） 四谷 役

### その他
- 小沢道成と小野川晶のOZAGAWA学園祭（2020年11月1日 - 30日、filmuy）前半戦・後半戦

## 書籍
- 小野川晶から○○○へのおくりもの（2020年4月）
- 小野川晶から○○さんへ（2022年12月）